# Irenita
Irenita, en ocasiones erróneamente denominado Iremita e Iremia, es un género de foraminífero bentónico de la Subfamilia Parafissurininae, de la Familia Ellipsolagenidae, de la Superfamilia Polymorphinoidea, del Suborden Lagenina y del Orden Lagenida. Su especie-tipo es Lagena cornigera. Su rango cronoestratigráfico abarca desde el Pleistoceno hasta la Actualidad.

## Discusión
Clasificaciones previas incluían Irenita en la Superfamilia Nodosarioidea.

## Clasificación
Irenita incluye a las siguientes especies:
- Irenita cornigera
- Irenita elcockiana
- Irenita elcockiformis
- Irenita hiucla
- Irenita humilis
- Irenita invaginata
- Irenita marginata
  - Irenita marginata var. ornata